# جون شيبرد (لاعب كريكت)
جون شيبرد (9 نوفمبر 1943 في باربادوس - ) (بالإنجليزية: John Shepherd) هو لاعب كريكت باربادوسي. شارك مع منتخب الهند الغربية للكريكت ومنتخب باربادوس الوطني للكريكت ومنتخب روديزيا للكريكت ‏. أما مع النوادي، فقد لعب مع نادي مقاطعة غلوستر للكريكت ‏ وKent County Cricket Club ‏.

## وصلات خارجية
- جون شيبرد على موقع إي آس بي آن كريك إنفو (الإنجليزية)